# Antoine Warnier
Antoine Warnier (Rocourt, 24 juni 1993) is een Belgisch wielrenner die anno 2018 rijdt voor WB Aqua Protect Veranclassic.

## Carrière
In 2015 werd Warnier zevende in het eindklassement van de Paris-Arras Tour, waarmee hij wel bovenaan het jongerenklassement eindigde. Na zijn dertiende plaats in de derde etappe van de Ster van Bessèges in 2016 nam hij de leiding in het jongerenklassement over van Dylan Page. Een dag later raakte hij zijn trui echter weer kwijt aan Pierre Latour. Later dat jaar werd hij met zijn ploeg nationaal kampioen ploegentijdrijden.
Doordat zijn ploeg een stap hogerop deed werd Warnier in 2017 prof. In zijn eerste seizoen als prof werd hij onder meer vierde in de Volta Limburg Classic.

## Overwinningen
2015
Jongerenklassement Paris-Arras Tour
2016
 Belgisch kampioen ploegentijdrijden, Elite

## Resultaten in voornaamste wedstrijden
|      | \| Jaar \| Luik-Bast.‑Luik \| Waalse Pijl \| \| ---- \| --------------- \| ----------- \| \| 2017 \| 119e \| 95e \| \| 2018 \| opgave \| opgave \| |             |
| Jaar | Luik-Bast.‑Luik | Waalse Pijl |
| 2017 | 119e | 95e         |
| 2018 | opgave | opgave      |

## Ploegen
- 2013 –  Color Code-Biowanze
- 2014 –  Color Code-Biowanze
- 2015 –  Wallonie-Bruxelles
- 2016 –  Wallonie Bruxelles-Group Protect
- 2017 –  WB Veranclassic Aqua Protect
- 2018 –  WB Aqua Protect Veranclassic

De Winter · De Wortelaer · Delfosse · Geromboux · Hoper · Hubert · Kerf · Leleu · Mottet · Pestiaux · Robeet · Vallée · Vanheuverswijn · Warnier · Wertz
Bleus · De Winter · Delfosse · Deruette · Galle · Geromboux · Hubert · Kaise · Kerf · Leleu · Mertz · Picoux · Pons · Robeet · Warnier · Wertz
De Winter · Delfosse · Dernies · Deruette · Duquennoy · Habeaux · Ista · Jans · Jules · Kirsch · Masson · Naesen · Pardini · Peyskens · Robeet · Spengler · Stassen · Vantomme · Warnier · Mortier (stagiair) · Taminiaux (stagiair)
De Winter · Dehaes · Delfosse · Deruette · Duquennoy · Habeaux · Ista · Jules · Kirsch · Lietaer · Masson · Mortier · Peyskens · Robeet · Six · Spengler · Stassen · Vantomme · Warnier